# Platypygus limatus
Platypygus limatus är en tvåvingeart som beskrevs av Seguy 1963. Platypygus limatus ingår i släktet Platypygus och familjen svävflugor. Inga underarter finns listade i Catalogue of Life.